# Karla Paula Henry
Karla Paula Ginteroy Henry, ou simplesmente Karla Henry, é uma miss das Filipinas que conquistou o título Miss Terra 2008, superando outras 84 concorrentes. A coroação foi realizada na noite de 9 de novembro.
É filha de mãe filipina e pai  canadense e devido a seu progenitor, morou no Canadá, onde aprendeu equitação. Voltou para as Filipinas no ano de 2000. Durante seu reinado, viajou para vários países, como Espanha, Vietnã, Guam, Estados Unidos e Turks e Caicos.